# مسیمو
مسیمو (انگلیسی: Masimo) شرکت تجهیزات پزشکی آمریکایی است، که در سال ۱۹۸۹ توسط جو کیانی تأسیس شد.